# Despinishuvudet
Despinishuvudet är namnet på ett kvinnohuvud i marmor från en antik grekisk kolossalstaty. Det förvaras på det arkeologiska museet för Atens Agora i Aten. Det har av George Despinis utpekats som ursprungligen tillhörig Praxiteles kultstaty av Artemis från Artemis Brauronias helgedom.
Det är mycket stort (dubbelt så stort som normal mänsklig storlek) och bedöms därför komma från en skulptur som användes som kultstaty i ett tempel. Det bedömdes felaktigt som manligt, men spåren efter örringar visar att huvudet var kvinnligt. Dess frisyr är uppsatt på huvudet i den småflicksfrisyr som vanligen ses på statyer av Artemis. Huvudets ansiktsuttryck är mycket strängt, nästan vredgat, men detta uttryck kan möjligen bero på dess skador. Huvudet skadades av kristna ikonoklaster som krossade näsan, ögonbrynen och en del av munnen samt en del av dess frisyr. Huvudet återfanns troligen av Kyriakos S. Pittakis år 1839. 